# Jaskinia Tunel
Jaskinia Tunel – jaskinia w lewych zboczach Doliny Kluczwody, w granicach wsi Bębło w województwie małopolskim, w powiecie krakowskim, w gminie Wielka Wieś. Pod względem geograficznym znajduje się na Wyżynie Olkuskiej będącej częścią Wyżyny Krakowsko-Częstochowskiej.

## Opis obiektu
Jaskinia znajduje się w skale Dziurawiec na ogrodzonej i zabudowanej posesji prywatnej po wschodniej stronie ulicy Leśnej we wsi Bębło. Skała znajduje się z tyłu za domem, na działce nr 204. Jest to duży tunel przebijający skałę na wylot. Ma kilka bocznych odgałęzień. Południowo-wschodnie odgałęzienie to bardzo niski i meandrujący korytarz.
Jest to jaskinia krasowa utworzona w późnojurajskich wapieniach skalistych. Powstała wskutek podziemnego przepływu wód, ale później została wymodelowana przez procesy grawitacyjne i wietrzenie. Na ścianach widoczne są rozmycia spowodowane przepływem wody, oraz czarne naloty, brak natomiast nacieków. Jej namulisko składa się z próchnicy zmieszanej z gliną. W części wstępnej jest w nim sporo kamieni, a w głębszych partiach kości współczesnych zwierząt. Główny tunel jaskini jest widny i silnie przewiewny, głębsze partie są ciemne i mają własny, stały mikroklimat. W głównym tunelu brak roślin i zwierząt, w bocznym obserwowano muchówki i pająki z rodzaju Meta.

## Historia poznania
Po raz pierwszy jaskinię opisał Kazimierz Kowalski w 1951 r. nadając jej nazwę Schronisko Tunel w dolinie Kluczwody. Wymienili ją A. Górny i M. Szelerewicz w wykazie jaskiń Wyżyny Krakowsko-Wieluńskiej. Południowo-wschodni, meandrujący korytarzyk K. Kowalski potraktował jako odrębne schronisko i nadał mu nazwę Schronisko przy Tunelu w dolinie Kluczwody. Jego otwór znajduje się jednak pod tym samym okapem co tunel, należy więc je traktować jako jeden obiekt. Obecny plan jaskini opracował N. Sznober w 2015 r.
W skałach po południowej stronie Jaskini Tunel znajdują się jeszcze dwa mniejsze schroniska nawiązujące do niej nazwą: Schronisko przed Tunelem Pierwsze i Schronisko przed Tunelem Drugie.

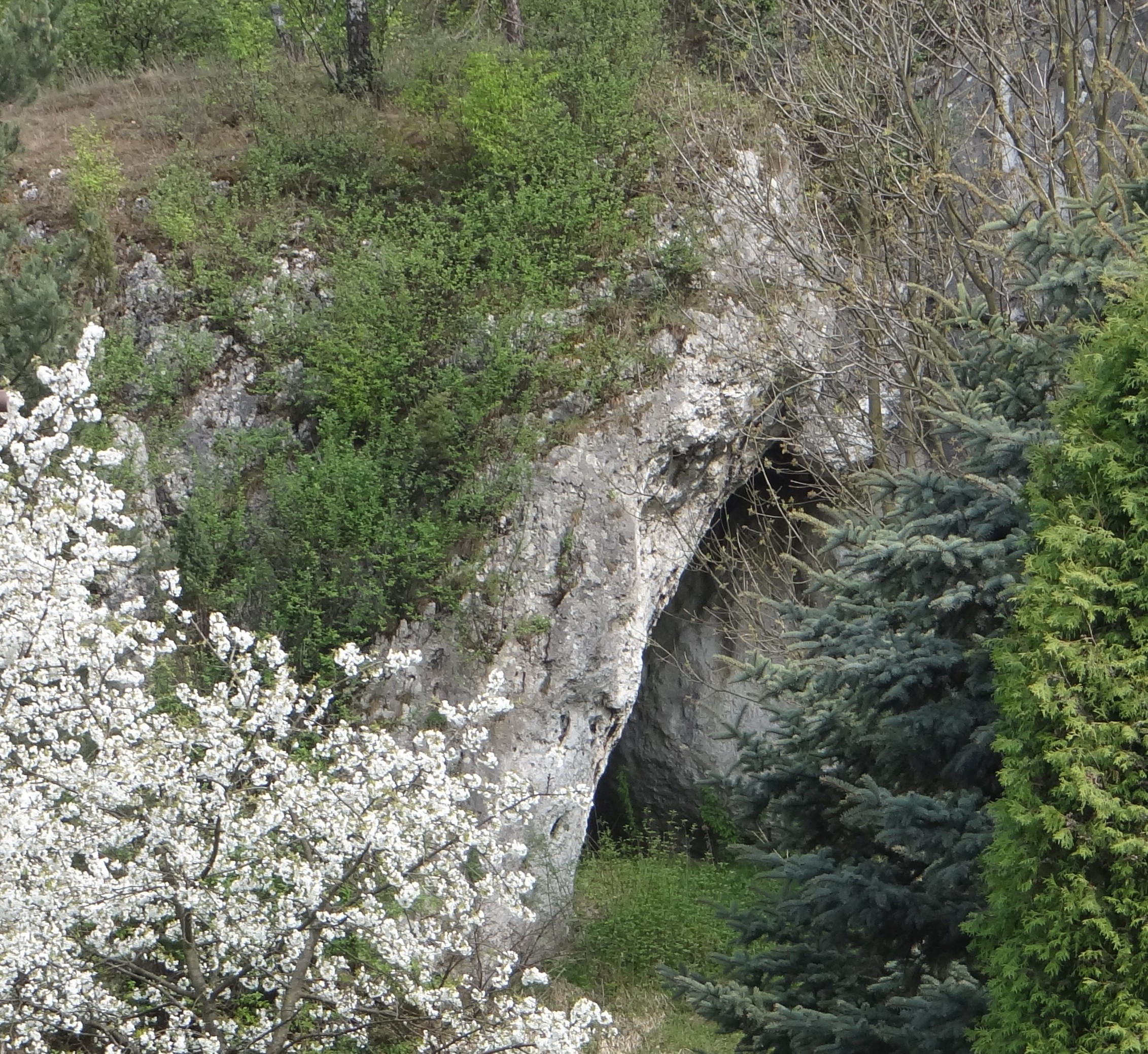
Otwór tunelu